# Герб Краматорска
Герб Краматорска (укр. Герб Краматорська) — официальный символ города Краматорска Донецкой области Украины. Принят 24 сентября 2008 года.

## Описание и символика
Решением Краматорского городского Совета от 24 сентября 2008 года № 21/V-3 был утверждён новый вариант герба: «В синем поле щита золотая шестерня, в которой золотые силуэты двух кауперов, заводской трубы и домны; в золотой главе три зелёных кленовых листа. Щит вписан в декоративный картуш, увенчанный серебряной городской короной. Под картушем установлены накрест серебряные кирка и кайло, перевитые жёлто-сине-жёлтой лентой с золотой надписью „КРАМАТОРСЬК“. Расшифровка символов: Щит, скруглённый снизу, традиционно используется в современной территориальной геральдике. Золотая глава — богатство, сила, верность, постоянство, синее поле — слава, честь. Три зелёные кленовые листа — представляют Краматорск как город-сад. Шестерня, кауперы, заводская труба и домна символизируют судьбоносные для развития города отрасли производства: машиностроение и металлургию. Серебряная городская корона — символ города областно подчинения. Кирка и кайло указывают на то, что город возник в результате строительства Курско-Харьково-Азовской железной дороги и является важным промышленным центром».

## История
Первая гербовая эмблема Краматорска появилась до утверждения официального герба. В 1968 году была выпущена памятная медаль к 100-летию образования города. На ней уже изображалась эмблема в геральдическом щите (автор — художник Пётр Фёдорович Дьяченко). Сразу проект утверждён не был, однако был растиражирован. Так, была отчеканена бронзовая памятная медаль по поводу юбилея, и на ней запечатлён герб, ещё не утверждённый исполкомом. Только 5 августа 1970 года было принято решение № 346 исполнительного комитета Краматорского городского Совета депутатов трудящихся «Об утверждении герба города Краматорска». Решение подписал предисполкома П. Мостовой.
В положении о гербе записано: «Герб города Краматорска — это символическое олицетворение в художественной форме славных традиций города и характера основного производства. Герб утверждает коммунистические идеалы достижения Советской власти в развитии индустрии города машиностроителей. Раскрываются эти идеалы простыми, лаконичными и обобщёнными средствами изображения».
Описание герба: «Герб города представляет собой четырёхугольный щит, нижняя сторона которого заострена. На фоне этого щита большая шестерня — олицетворение города машиностроения, а внутри её силуэты: кауперов, заводских труб — города металлургов; меловой горы — сырьё цементной промышленности; дерева, подчёркнутого прямой — город-сад с ровными улицами и площадями». Известны также и другие цветовые варианты герба.
12 ноября 2007 года мэр Краматорска Геннадий Костюков объявил конкурс на лучший вариант новых символов города.
9 апреля 2008 состоялось заседание конкурсной комиссии. На конкурс поступило 4 варианта нового герба.
- Инженера НКМЗ, Владимира Иванова
- Художника-оформителя Сергея Супруна
- Инженера НКМЗ Автандила Стуруа
- Краеведа Владимира Коцаренко и геральдиста Андрея Гречила.

- Проект Владимира Коцаренка и Андрея Гречило
- Совместный проект Владимира Иванова, Владимира Коцаренко и Андрея Гречило

Победителем конкурса стал проект Владимира Коцаренко и Андрея Гречило с изображением Святой Екатерины и фасада Дворца культуры НКМЗ. Но на рассмотрение городского совета комиссия рекомендовала вынести измененный вариант без Святой Екатерины.

## Использование герба
- Герб на здании горсовета
- Старый герб на путепроводе
- Герб на вокзале станции Краматорск
- Герб на стеле краматорского аэропорта